# Gustaw Adolf Gebethner

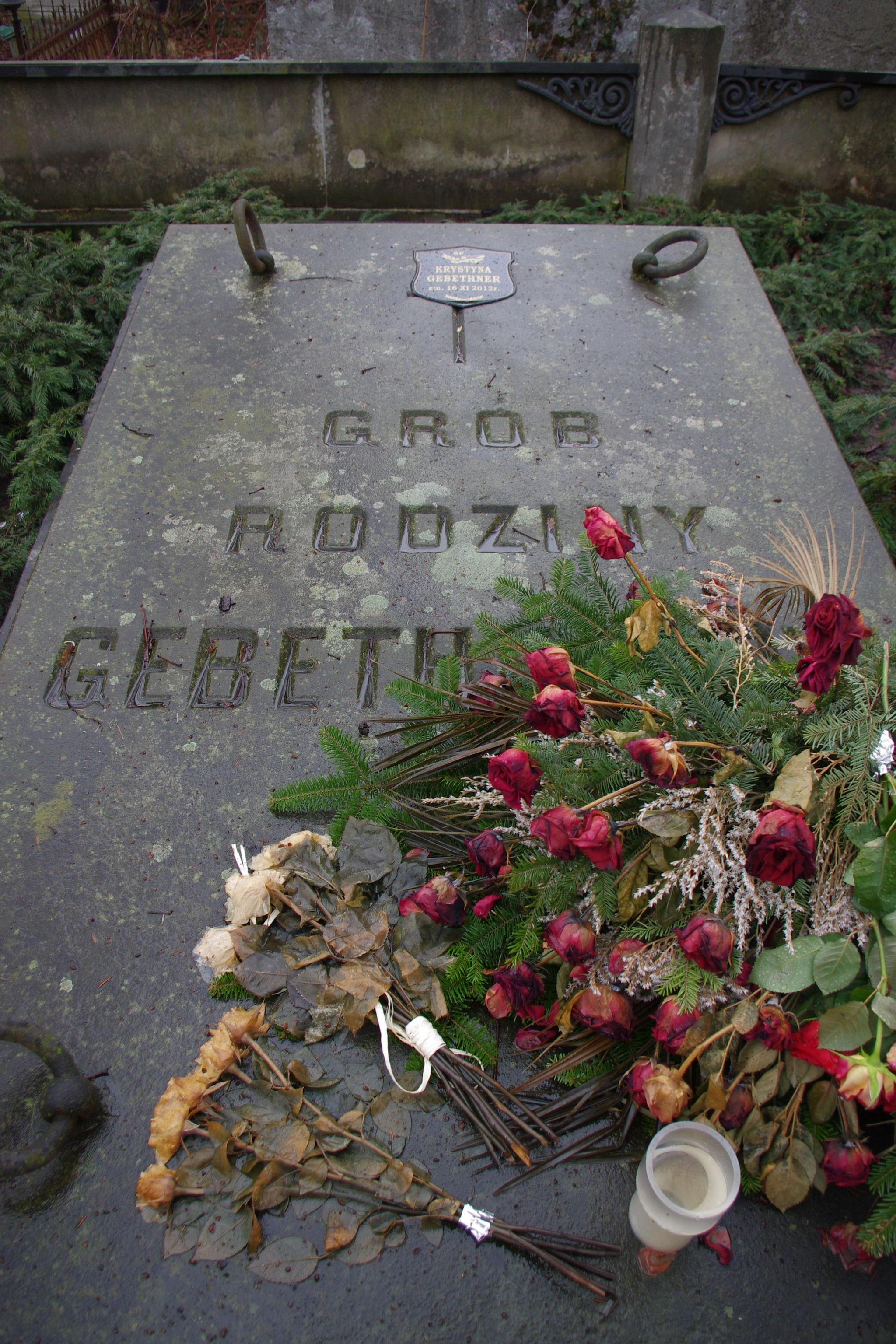
Grób Jana Roberta i Gustawa Adolfa Gebethnerów na cmentarzu ewangelicko-augsburskim w Warszawie

Gustaw Adolf Gebethner (ur. 3 stycznia 1831, zm. 18 września 1901) – polski księgarz i wydawca.

## Życiorys
Syn Wilhelma Gebethnera i Julianny z Ritzów, brat Feliksa Jana. W 1857 założył wraz z Augustem Robertem Wolffem księgarnię oraz wydawnictwo o nazwie „Gebethner i Wolff” z filiami na terenie całego kraju, a także w Paryżu i Nowym Jorku. Spółka słynęła z wydań dzieł literatury polskiej, ludowej i muzycznej. Firma istniała do 1951 (antykwariat zamknięto w 1973).
Został pochowany na cmentarzu ewangelicko-augsburskim w Warszawie (aleja 19 gr. 10). 
Jego prawnukami są Stanisław Gebethner, prawnik i politolog, oraz Zygmunt Gebethner, uczestnik powstania warszawskiego.